# Surface Movement Guidance and Control System
Die Internationale Zivilluftfahrtorganisation, ICAO hatte schon früh die Anforderungen für die Rollfeldführung von Luft- und Bodenfahrzeugen an Flugplätzen diskutiert, da ASDE (Airport Surface Detection Equipment)-Radarsensoren zwar eine visuelle Darstellung von stationären, stehenden und sich bewegenden Objekten am Boden im Erfassungsbereich vermöglichte, ASDE jedoch keine Identifikation von Luftfahrzeugen lieferte.
Die operationellen Anforderungen für ein Surface Movement Guidance and Control (SMGC) System wurden von der achten Air Navigation Conference 1974 in Montreal definiert. Die Anforderungen wurden in ICAO Circular 148 mit dem Titel "Surface Movement Guidance and Control System" veröffentlicht. Es folgten mehrere Überarbeitungen unter Einbeziehung der relevanten ICAO Annexes und Procedures for Air Navigation Services - Rules of the Air and Air Traffic Services, PANS-RAC, ICAO Doc-4444. Nach Annahme der Überarbeitungen erfolgten Änderungen in den relevanten ICAO Annexes, ICAO Doc-4444 und die Veröffentlichung von ICAO DOC-9746, Manual of Surface Movement Guidance and Control Systems (SMGCS) im Jahr 1986.
Da SMGCS-Systeme jedoch noch Defizite in Hinsicht auf Kapazität, Safety-Levels und unter schlechten Sichtbedingungen aufwies erfolgte später eine weitere Überarbeitung um die Sicherheit auch bei hoher Verkehrsdichte, unter schlechten Wetterbedingungen und bei komplexen Aufbau von Flugplätzen sicherzustellen. Die Anforderungen und Definitionen für den Nachfolger wird als ASMGC-S (Advanced Surface Movement Guidance and Control System) bezeichnet und ist im  ICAO Doc-9830, Advanced Surface Movement Guidance and Control Systems (A-SMGCS) Manual definiert.